# بني غفار (تزكان)
بني غفار هي إحدى مشيخات المملكة المغربية، تتبع جغرافيا لإقليم شفشاون وإداريًا لتزكان. يقدر عدد سكانها بـ 2740 نسمة حسب الإحصاء الرسمي للسكان والسكنى لسنة 2004.